# Рурал-Голл (Північна Кароліна)
Рурал-Голл (англ. Rural Hall) — місто (англ. town) в США, в окрузі Форсайт штату Північна Кароліна. Населення — 3351 особа (2020).

## Географія
Рурал-Голл розташований за координатами 36°13′28″ пн. ш. 80°17′49″ зх. д. / 36.22444° пн. ш. 80.29694° зх. д. (36.224504, -80.296908).  За даними Бюро перепису населення США в 2010 році місто мало площу 7,41 км², з яких 7,39 км² — суходіл та 0,02 км² — водойми.

## Демографія
Згідно з переписом 2010 року, у місті мешкало 2937 осіб у 1249 домогосподарствах у складі 801 родини. Густота населення становила 396 осіб/км².  Було 1433 помешкання (193/км²).
Расовий склад населення:
| - 72,8 % — білих - 15,9 % — чорних або афроамериканців - 0,5 % — азіатів - 0,2 % — корінних американців - 0,1 % — вихідців з тихоокеанських островів - 8,1 % — осіб інших рас |

До двох чи більше рас належало 2,4 %. Частка іспаномовних становила 13,5 % від усіх жителів.
За віковим діапазоном населення розподілялося таким чином: 24,3 % — особи молодші 18 років, 60,8 % — особи у віці 18—64 років, 14,9 % — особи у віці 65 років та старші. Медіана віку мешканця становила 38,2 року. На 100 осіб жіночої статі у місті припадало 91,1 чоловіків;  на 100 жінок у віці від 18 років та старших — 88,8 чоловіків також старших 18 років.
Середній дохід на одне домашнє господарство  становив 52 559 доларів США (медіана — 37 432), а середній дохід на одну сім'ю — 62 582 долари (медіана — 46 905). Медіана доходів становила 35 586 доларів для чоловіків та 37 596 доларів для жінок. За межею бідності перебувало 12,9 % осіб, у тому числі 18,7 % дітей у віці до 18 років та 8,1 % осіб у віці 65 років та старших.
Цивільне працевлаштоване населення становило 1498 осіб. Основні галузі зайнятості: виробництво — 22,4 %, освіта, охорона здоров'я та соціальна допомога — 20,6 %, науковці, спеціалісти, менеджери — 15,4 %.